# 周昭
周昭（?—3世紀），字恭遠，豫州穎川郡人，東吳中書郎，在《三國志·步騭傳》中上表提及步騭、嚴畯等人而列傳。
孫亮即位時，下令周昭和韋昭、薛瑩、華覈、梁廣編纂《吳書》，然而周昭在孫休時代受連坐，華覈向孫休上表求情不得，最後周昭還是遭到伏法。
著有《周子》九卷、《新論》，《周子》在隋朝之前就軼失，而《新論》在《太平御覽·職官部卷三十九》可見，當中描述宗室孫奇早年事蹟。